# Анчабадзе, Юрий Дмитриевич
Юрий Дмитриевич Анчабадзе (абх. Анчабаӡе Иури Дырмит-иԥа; род. 14 февраля 1953, Ткварчели) — советский абхазский и российский историк и этнолог, кавказовед, доктор исторических наук, ведущий научный сотрудник отдела Кавказа Института этнологии и антропологии им. Н. Н. Миклухо-Маклая РАН, член-корреспондент Академии наук Абхазии (2014), лауреат Государственной премии имени Г. А. Дзидзария (2008).

## Биография
Родился 14 февраля 1953 в городе Ткварчели, Абхазская АССР. По национальности — абхаз. Дядя — историк З. В. Анчабадзе, первый ректор Абхазского государственного университета. Окончил сухумскую среднюю школу № 10 имени Н. Лакоба. В 1970—1975 годах обучался на историко-филологическом факультете Сухумского государственного педагогического института (сейчас Абхазский государственный университет).
В 1975—1976 и 1977—1979 годах проходил аспирантуру в Институте этнографии имени Н. Н. Миклухо-Маклая АН СССР (ИЭА РАН, сейчас Институт этнологии и антропологии имени Н. Н. Миклухо-Маклая РАН). Направлен туда по рекомендации Ш. Д. Инал-ипа. В 1976—1977 годах проходил срочную службу в Вооружённых силах СССР. В 1981 году под руководством В. К. Гарданова защитил диссертацию «Общественный быт абхазов во второй половине XIX — начале XX в.» и получил учёную степень кандидата исторических наук.
В 1980—1982 годах преподавал в Абхазском государственном университете, являлся младшим научным сотрудником или научным сотрудником Абхазского института языка, литературы и истории. C 1982 или 1983 по 1986 или 1987 год являлся старшим научным сотрудником, заведующий отделом Государственного музея декоративно-прикладного искусства народов СССР (сейчас Всероссийский музей декоративного искусства).
С 1986 года работает в отделе Кавказа ИЭА РАН, занимал должности научного сотрудника, старшего научного сотрудника, ведущего научного сотрудника.
С 1990-х годов принимает активное участие в деятельности абхазской диаспоры в Москве, выступает в теле- и радиопередачах, посвящённых Абхазии и Северному Кавказу. Является одним из основателей Московского общества абхазской культуры «Нартаа» и его газеты «Алашара». Во время грузино-абхазской войны входил в группу по пропагандистско-идеологической работе, излагал абхазский взгляд на события. В 1993—1994 годах являлся главным редактором выходившей в Москве газеты «Абхазский вестник». В 1998 года стал одним из создателей Московского исследовательского центра абхазоведения. Является членом Высшего совета Российского конгресса народов Кавказа.
В 1993—1994 годах являлся главным редактором, в 2002—2003 годах — исполняющим обязанности главного редактора журнала «Этнографическое обозрение», выпускаемого ИЭА РАН.
В 2002 году выпустил брошюру «Абхазский биографический словарь: концепция, структура, методология», на которую опиралась редакционная коллегия Абхазского биографического словаря в своей работе. Позднее стал заместителем директора Научно-исследовательского центра «Абхазская энциклопедия», выпускающего издание «Абхазия: краткая энциклопедия».
В 2002—2011 годах вёл лекционный курс «Этнография народов мира» в Институте гостиничного бизнеса и туризма Российского университета дружбы народов, в 2004—2009 годах — «Этноэкологическое страноведение» в Российской международной академии туризма.
В 2013 или 2014 году защитил диссертацию «Политическая культура адыгов: традиционные общинные институты и их эволюция: вторая половина XIX в. — 1920-е годы» и получил учёную степень доктора исторических наук.
В 2014 году был избран членом-корреспондентом Академии наук Абхазии.
Женат, имеет сына.

## Научная деятельность
Области научной деятельности — этно-социальная и этнополитическая история абхазо-адыгских народов XIX—XX веков, историографические проблемы адыговедения. Является автором 290 работ, из них 106 в РИНЦ, в том числе 41 — в ядре РИНЦ; индекс Хирша по РИНЦ — 9.
Публиковался в журналах «Советская этнография»/«Этнографическое обозрение», «Отечественная история» и других. Является автором статьи «Адыги» в Большой российской энциклопедии и статей «Абхазы», «Адыгейцы» и «Шапсуги» в «Народы Россия. Энциклопедия».
Принимал участие в создании двух монографий серии «Народы и культуры», выпускаемой ИЭА РАН: является инициатором создания, автором введения и одним из ответственных редактором монографии «Абхазы», созданной ИЭА РАН и Абхазским институтом гуманитарных исследований и является одним из ответственных редактором монографии «Адыги», созданной ИЭА РАН, Кабардино-Балкарским научным центром РАН и Адыгейским республиканским институтом гуманитарных исследований.
Написал биографии абхазских деятелей С. П. Басария, И. А. Аджинджала и В. Эмухвари и серию статей о своём наставнике Ш. Д. Инал-ипа. Выпускает рецензии на книги по истории и этнографии Абхазии, занимается ответственным редактированием научных работ. Критиковал грузинскую историографию в работе «Национальная история в Грузии: мифы, идеология, наука».
Член редколегии журналов «Caucasian survey» (Париж, 2013—н. в.), «Вестник антропологии» (Москва, 2014—н. в.), «История, археология и этнография Кавказа» (Махачкала, 2018—н. в.), «Вестник Академии наук Абхазии» (Сухум, 2015—2016) и «Научный диалог» (Екатеринбург, 2020—н. в.), ответственный редактор (совместно с В. А. Чирикба) журнала «Вестник Академии наук Абхазии. Серия „Гуманитарные науки“» (Сухум, 2017—н. в.).

## Награды и признание
- Юбилейная медаль «В память 850-летия Москвы» (1997)[4].
- Государственная премия имени Г. А. Дзидзария (2008) совместно с Ю. Г. Аргуном и Е. М. Малией за работу над монографией «Абхазы»[16].
- Член-корреспондент Академии наук Абхазии (2014)[6].
- Орден «Честь и слава» III степени (Абхазия)[2].